# Scorpio (zoologia)
Scorpio Linnaeus, 1758  è un genere di scorpioni della famiglia Scorpionidae.

## Distribuzione e habitat
Il genere Scorpio è originario dell'Africa e del Vicino Oriente.

## Tassonomia
Il genere comprende le seguenti specie:
- Scorpio birulai Fet, 1997
- Scorpio ennedi Lourenço, Duhem & Cloudsley-Thompson, 2012
- Scorpio fuliginosus (Pallary, 1928)
- Scorpio fuscus (Ehrenberg, 1829)
- Scorpio hesperus Birula, 1910
- Scorpio kruglovi (Ehrenberg, 1829)
- Scorpio maurus Linnaeus, 1758
- Scorpio mogadorensis Birula, 1910
- Scorpio niger Lourenço & Cloudsley-Thompson, 2012
- Scorpio occidentalis Werner, 1936
- Scorpio palmatus (Ehrenberg, 1829)
- Scorpio propinquus (Simon, 1872)
- Scorpio punicus Fet, 2000
- Scorpio savanicola Lourenço, 2009
- Scorpio sudanensis Lourenço & Cloudsley-Thompson, 2009
- Scorpio weidholzi Werner, 1929